# Durand, Wisconsin
Durand este sediul comitatului Pepin, statul Wisconsin, Statele Unite ale Americii.
1. ↑  2010 U.S. Gazetteer Files, accesat în 9 iulie 2020